# 2019冠状病毒病疫情对教育的影响

至2021年1月12日，受COVID-19導致的停課影響的學習者
國家層級學校關閉
地方層級學校關閉
無學校關閉
無數據

2019冠狀病毒大流行影响了世界各地的教育系统，导致了大部分的学校，大学和学院闭校。
大多数的政府都决定暂时性的关闭教育机构，以此来减少COVID-19的传播。截至2021年1月12日，因应对COVID-19大流行而关闭学校等教育机构，使得目前约有8.25亿学生受到了影响。根据联合国教育、科学及文化组织（United Nations Educational, Scientific and Cultural Organization，缩写UNESCO）的监测，超过100个国家/地区已在全国范围内实行停课，影响了全球近90％的学生。但根据联合国儿童基金会（UNICEF）的监测，目前已有112个国家的学校开学。
停课不仅影响学生、教师和家庭，还会产生强烈的经济和社会影响。因2019冠状病毒大流行而关闭的学校也同样揭示了各种社会和经济问题，包括学生债务， 数字化学习，粮食不安全，和无家可归者，以及获得托儿服务，保健，住房，互联网，和残疾人服务。特别对处境不利的儿童及其家庭的影响更为严重，导致学习中断，营养受损，育儿问题，并给无法工作的家庭造成经济损失。
为应对学校的停课，联合国教育、科学及文化组织建议使用远程学习计划以及开放的教育应用程序和平台，学校和教师可利用该平台和平台远程接触学习者并限制教育中断。
高校已经着手寻找创造性的解决方案，以在线，面对面但与社会隔绝的方式或以混合形式进行教学。

## 其他影响

### 考试
- 全球
  - 2020年3月23日，（剑桥国际考试（英语：Cambridge International Examinations））发表声明，宣布取消所有国家2020年5月/ 6月的剑桥IGCSE（英语：International General Certificate of Secondary Education），剑桥O Level（英语：GCE Ordinary Level），剑桥国际AS & A Level（英语：GCE Advanced Level），剑桥AICE文凭（英语：Advanced International Certificate of Education）和剑桥Pre-U（英语：Cambridge Pre-U）等系列考试。[26]并且国际学士学位考试（英语：International Baccalaureate）（简称IB，也被称为“國際中學畢業會考”)也被取消。[27]此外，先修课程考试（英语：Advanced Placement exams），SAT管理（英语：SAT）和ACT非营利组织管理（英语：ACT (nonprofit_organization)）已在线上取消。

- 马来西亚

## 背景
通過非藥物干預和保持社交距離（Maintain Social-Distancing）和自我隔離等預防措施阻止COVID-19傳播的努力促使100多個國家廣泛關閉了小學、中學和第三期教育的學校。
先前的传染病暴发已导致世界各地广泛的学校停课，其有效性水平不尽相同。 数学模型表明，关闭学校可能会延缓疫情的传播。但是，有效性取决于孩子在校外保持的联系。停课对于减少被感染人数和死亡人数似乎是很有效的，尤其是在迅速传播的情况下。如果学校停课比疫情爆发晚，采取停课的效果会比较差，可能根本起不到任何影响。 此外，在某种情况下，关闭一段时间的学校后，重新开放会导致感染率上升。因为停课往往与禁止公共聚会的公告等其他干预措施同时发布，因此很难衡量停课的具体影响。
在1918-1919年的美国流感大流行期间，学校停课和禁止公共聚会措施的实施降低了总死亡率。较早实施此类干预措施的城市达到最高死亡率的时间有更大的延迟。根据美国43个城市对西班牙流感的措施的研究来看，采取学校关闭措施的时间平均为4周。在1957–1958年期间爆发流感，关闭学校可将亚洲流感的发病率降低90％，而在2004–2008年期间，美国控制流感的比例高达50％。
在2009年H1N1流感大流行期间，多个国家通过关闭学校而成功地减缓了感染的传播。发现在日本大分市的学校停课已成功地减少了感染高峰期的受感染学生人数。 但是，没有发现关闭学校可以减少受感染学生的总数。强制性关闭学校和采取其他远离社会的措施，可使流感传播率降低29％至37％。早期美国的学校将停课推迟到了2009年H1N1流感大流行的高峰。尽管关闭学校取得了总体成功，但对密歇根州的停课研究表明，“地区一级的被动式停课是无效的”。
在2009年英国爆发的猪流感期间，在《柳叶刀》传染病杂志上发表的题为“流感大流行期间学校停课”的文章中，流行病学家们赞成关闭学校以中断感染过程， 延缓进一步传播并有时间来购买、研究和生产疫苗。. 他们研究了以前的流感大流行，包括1918年的流感大流行，1957年的流感大流行（亚洲流感）和1968年的流感大流行，根据当地报告显示，停学将对经济和劳动力产生影响，特别是医生和护士中有很大一部分是妇女，其中一半有16岁以下的孩子。他们还研究了法国学校假期期间法国流感的传播动态，并指出当学校关闭时流感病例有所减少，而在重新开放时又重新出现增长状况。他们指出，当以色列的教师在1999-2000年的流感季节罢工时，去看医生和呼吸道感染的人数分别下降了五分之一和五分之二以上。
同时，在學校關閉之情況下，依賴線上授課會加劇數碼鴻溝，連電腦及網絡費都未能負擔的貧窮家庭兒童，恐怕會失去接受教育機會。此外，在失去學校群體學習環境之情況下，學童的人際、社交技能培育，將無可避免受到負面影響。

## 危害控制

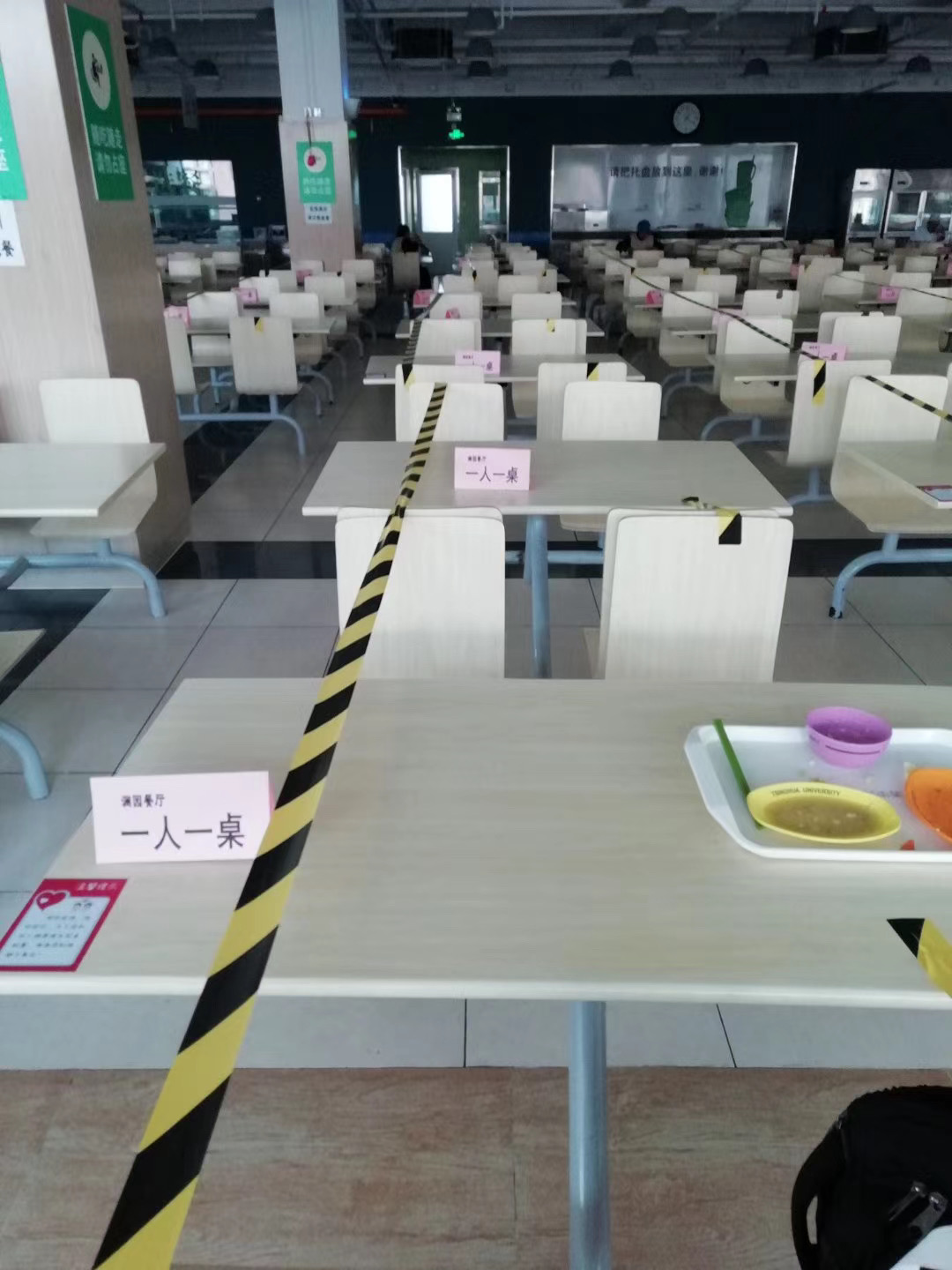
疫情期间清華大學在食堂採一人一桌的防疫措施

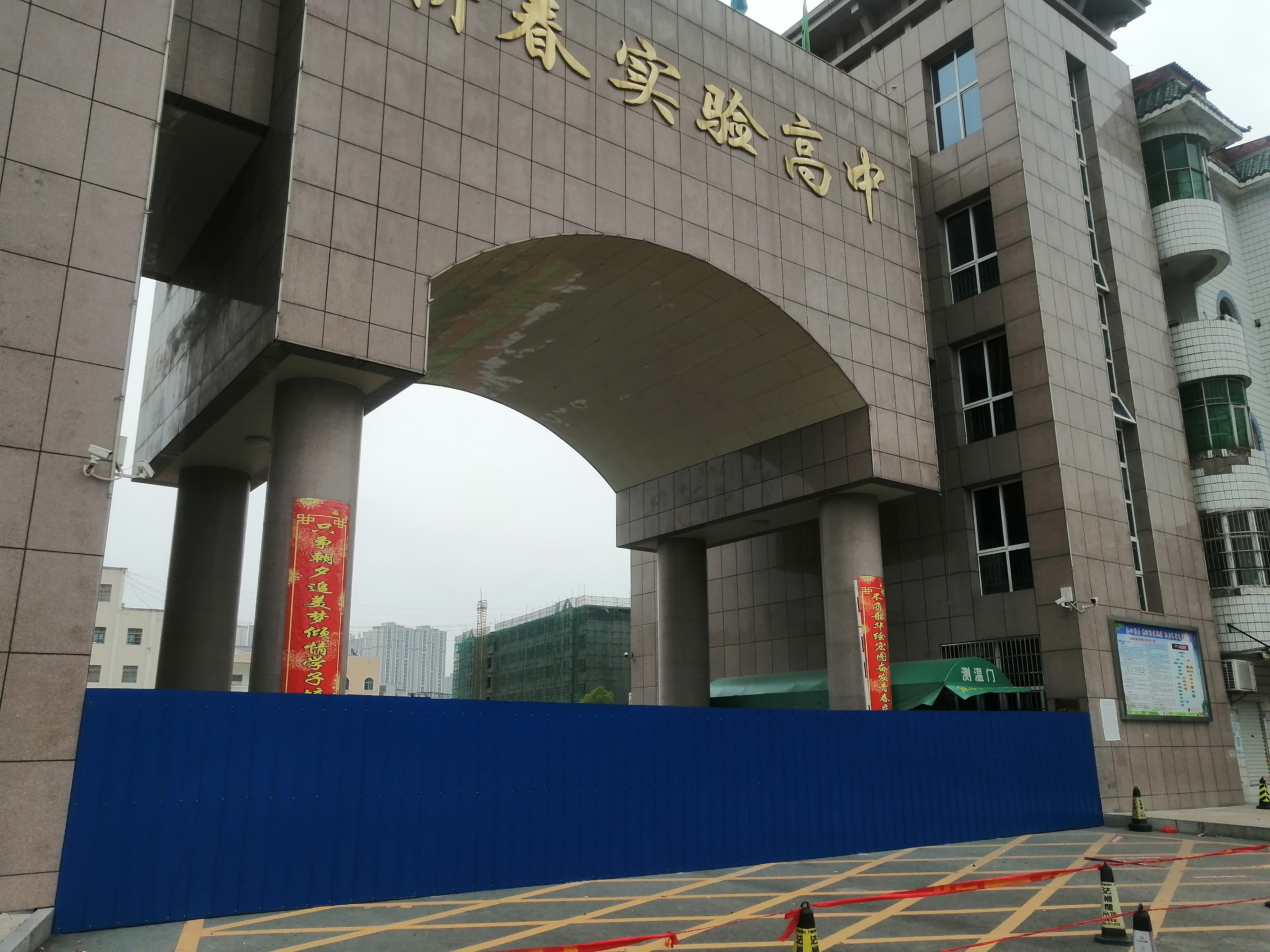
根据黄冈市防控指挥部《关于高三学生返校工作的紧急通知》的要求，2020届高三学生返校复课后将采取全封闭管理直至高考结束，此图为蕲春县某高中高三开学后大门实行的封闭措施。

對於美國學校和兒童保育設施。疾病控制和預防中心建議，無論社區有無蔓延，如果感染者曾在學校大樓內，都應短期封閉以清潔或消毒。如果社區的傳播很少至中等程度，則可以實施社會疏遠策略，例如推遲或取消實地考察，集會以及其他大型聚會，例如體育教育或在自助餐廳中合唱團上課或進餐，增加了桌子之間的空間，增加了到達和下班的時間，限制了不必要的訪客，並為患有流感樣症狀的兒童提供了單獨的衛生所。噹噹地社區有大量傳播途徑時，除了採取社會疏遠策略外，還可以考慮延長開學時間。
隨著大流行的進行，學校可能會繼續進行遠程學習或決定重新開放。諸如隊列，輪換時間表，在教室裡吃午餐和利用室外空間等策略是使近距離接觸最小化的一些方法。其他預防措施包括口罩，洗手液站，重新佈置教室以疏遠身體和經常清潔。疾病預防控制中心製作了“學校決策樹”，以幫助管理人員進行重新開放的規劃過程。美國兒科學會敦促，隨著有關該病毒的新信息的出現，再入境政策必須靈活和響應迅速。
美國國家科學，工程和醫學研究院指出，應優先為K-5年級和有特殊需要的學生提供親自指導，以防止孩子落後。年幼的兒童如果沒有親身學習，則面臨長期的學術後果和發育缺陷的風險更高。
有调查显示，线上教学导致美国学生成绩大幅滑落，引发教育专家和家长的担忧。

## 誠信問題
在世界範圍內已經觀察到對學術誠信的影響。所述的上升合同作弊行為和學術檔案分享，以及考試集體舞弊問題大大增加等。2020年12月，一家位于土耳其的权威大学——毕尔肯特大学为了防止学生于线上考试作弊，对1万多名学生寄出装有镜子的包裹，要求学生考试时将镜子设置在支架上，以便教师能时时透过电子设备的摄影机，从学生们镜子里查看周遭情况，是否有翻阅书本，上网寻找答案，或寻找枪手代考等。不然就是直接要求部分學生回校考試等。

## 時間軸
此外，高級分班考試，SAT管理和ACT管理已在線上被取消。
此举让负责管理ACT和SAT考试的非营利组织，美国大学理事会（College Board）惨遭财务损失。
- 2020-1-26：中国是第一个采取措施遏制COVID-19疫情（包括延长春节假期）的国家，并成为第一个关闭全国所有大学和学校的国家。[54]
- 2020-3-4：教科文组织于3月3日发布了全球第一个有关停课和受影响学生的数据。报告显示，三大洲的22个国家已经采取了预防措施，包括暂时关闭学校和大学，影响了全世界2.905亿学生。作为回应，教科文组织呼吁各国支持受影响的学生和家庭，并促进大规模的包容性远程学习计划。[55]
- 2020-3-5：受COVID-19紧急措施影响的大多数学生/学者位于中国，受影响的学生/学者为2.33亿，其次是日本（1,650万）和伊朗（1,450万）。[56]
- 2020-3-10：根据联合国教科文组织的资料，全世界五分之一的学生，由于COVID-19危机而离开了学校，有四分之一的学生，因封校禁止进入高等教育机构。[57]
- 2020-3-13至2020-3-16：3月13日，有49个国家的中央政府宣布或实行了停课，其中包括全国范围内关闭学校的39个国家和局部停课的22个国家。[1]截止3月16日，根据教科文组织的统计，这一数字增加到73个国家。[1]
- 2020-3-19：全世界共有50％的学生受到学校停课的影响，相当于102个国家/地区的全国停课，以及11个国家/地区的本地封锁影响了10亿人口。
- 2020-3-20：全世界超过70％的学习者受到停课的影响，全国124所学校停课。[1]
- 2020-3-27：全世界将近90％的学生失学。[58]
- 2020-3-29：超过15亿儿童和其他学生受到全国学校停课的影响。其他人则因本地学校关闭而中断。[23]
- 2020年4月中旬：全球因应对COVID-19大流行而关闭的学校和高等教育机构而影响了全球17.25亿学生。 根据联合国教科文组织的监测报告，有192个国家在全国范围内实行了停课，影响了全球约99％的学生。[59]
- 2020-6-30：美国疾病预防控制中心（CDC）修订了其针对初等，中等和高等教育机构的指导方针，其中明确表示不建议对学生和教职员工进行通用测试。 相反，CDC仅建议对表现出COVID-19症状或已接触已知COVID-19病例的人进行测试。[60][61]
- 截至2021年5月12日，由于大流行而关闭学校，目前约有8.25亿学生受到影响。 根据联合国儿童基金会的监测，目前有23个国家在全国范围内实行停课，有40个国家在本地实施停课，这影响了全球约47％的学生。 目前有112个国家的学校开学。[7]

## 学校停课

### 局部关闭
截至2021年1月12日，已有40个国家在当地关闭了学校。教科文组织估计，有473,933,356名学习者处于潜在危险中（从初学到高中教育），而有77,938,904名学习者则处于高等教育中。
| 国家/地区 | 政策概括a | 政策网址 | 参考                 |
| --------- | --- | --- | -------------------- |
|           | 澳大利亚尚未根据澳大利亚健康保护主要委员会的建议关闭学校。此外，亦有部分私立学校选择了关闭。 2020年3月22日至2020年3月23日，维多利亚州和澳大利亚首都特区的州政府颁布了与联邦政府的建议相抵触停课规定，而新南威尔士州政府则鼓励学生尽可能地放学回家。 许多大学暂时关闭，并逐渐开始线上学习。 | 2019冠状病毒病澳大利亚疫情 | [ 62 ] [ 63 ] [ 64 ] |
| 巴西      | 截至2020年3月16日，巴西确诊冠状病毒的病例比拉丁美洲任何其他国家都多，但是巴西总统博尔索纳罗（Jair Bolsonaro）并未在全国范围内采取任何措施减缓该病毒的传播。由于总统和联邦政府未能就大流行采取行动，截至到2020年3月18日，尚未决定取消整个国家的线下授课方式，因此下级政府会自主采取相关行动。州立学校，市政学校，私立机构和大学在逐步停止或者不暂停课程，以线上授课的方式代替或只是推迟了课程等各下级政府采取了不同的行动。因此，根据联合国教科文组织的数据，截至2020年3月20日，只有“本地化”（而非“国立”）学校关闭。 圣保罗、里约热内卢和伯南布哥州等州已经取消了国立学校的课程，但这些州里仍有一些市政级学校在继续正常上课。米纳斯吉拉斯州州仅三天内在2020年3月18日取消了公立学校的课程，州长宣布该州首府贝洛奥里藏特地区的课程被无限期取消，因为该地区已确认社区传播。该州其他地区将继续正常上课，直至另行通知。 在圣保罗，课程逐渐被取消，这样父母就有时间提出解决方案，而不必让孩子与祖父母同在。在2020年3月16日至2020年3月20日之间，学生可以上课，但旷课的学生不会受到处罚。 从2020年3月23日开始无限期取消课程。关于学生的食品安全，一些市立和州立学校宣布每周（例如在累西腓）提货的“食品包”，或者某些学校选择继续开放式的午餐供给，例如在圣埃斯皮里托。 高等教育方面，坎皮纳斯州立大学于2020年3月13日宣布取消课程，也是该国第一所取消所有课程的大学。 起初，课程被取消到2020年3月31日，后来将暂停课程延长到了2020年4月12日。 2020年3月11日，USP的一名学生被确诊为新冠，导致此系取消课程一天，直到2020年3月17日，该校才宣布取消整个大学的课程。全国许多大学取消了课程，例如UFV（自2020年3月16日起）和UNILA（自2020年3月17日起），但仍有一些大学继续开放。 12万犹太人中，近有一半犹太人在巴西的圣保罗市定居，犹太学校已经关闭，有些学校通过视频远程提供课程。在里约热内卢所在州范围内没有公立和私立学校发布关于停课的决定的情况下，犹太走读学校也停课了。 | 2019冠状病毒病巴西疫情 | [ 1 ]                |
| 芬兰b     | 在社会功能至关重要的部门工作的父母的子女，以及从学前教育到高中教育有特殊需要的儿童，都将继续接受学前教育和1-3年级。将为所有父母无法在家中照料的儿童提供幼儿教育和照料。 在其他层次的教育中，如果认为完成学习有必要，可以继续进行接触式教学。 | 2019冠状病毒病芬兰疫情 | [ 1 ]                |
| 瑞典b     | 学校一直保持开放。2020年3月17日，瑞典政府宣布高中，职业学校和大学关闭，并建议通过远程教育继续授课。 | 2019冠状病毒病瑞典疫情 | [ 1 ] [ 80 ] [ 81 ]  |
| 美国      | 截至2020年4月10日，大多数美国公立和私立小学和中学（至少12.4万）在全国范围内停止了亲自授课，影响了至少5510万学生。到2020年5月2日为止，已下令或建议在本学年剩余时间内关闭47个州，四个地区和哥伦比亚特区的教学楼。大多数学校转向线上学习。 但是，对学生获得必要技术的担忧，缺勤以及为特殊需要的学生提供住宿的问题。学校系统还希望调整分级量表和毕业要求，以减轻因史无前例的关闭而造成的混乱。 为应对疫情爆发，许多高等教育机构取消了课程并关闭了宿舍，其中包括常春藤盟校的所有成员以及全国许多其他公立和私立大学。许多大学还在2020年的春季学期扩大了“通过/不通过”评分的使用。2020年3月27日，唐纳德·特朗普总统签署了《CARES法》，其中有对学生贷款借款人的经济救济。该法将所有联邦持有的学生贷款政策放宽，直到2020年9月30日为止都不增加利息。 | COVID-19对美国教育的影响（Impact of COVID-19 on education in the United States） （页面存档备份，存于） 美国发生COVID-19大流行的社会影响（Social impact of the COVID-19 pandemic in the United States） （页面存档备份，存于） |                      |
| 乌拉圭    | 从2020年3月14日起，乌拉圭仅在学生中发现被确诊为冠状病毒的情况下关闭学校。乌拉圭共和国大学 （Universidad de la República；简称：UdelaR）于2020年3月13日取消了课程，政府宣布于2020年3月14日星期六暂停在公立和私立学校上课两周。学校将在不授课的情况下保持开放，以便为学生提供饭菜。 | 乌拉圭COVID-19大流行 | [ 1 ]                |
| 越南b     | 越南关闭了所有学前，小学、初中和多个省份的所有高等院校。 | 2019冠状病毒病越南疫情 | [ 1 ] [ 82 ]         |

#### 附注
a^ 数字对应于学前，小学，初中和高中教育程度的学生总数（《国际教育标准分类法》（ISCED）第0至3级），以及在全国范围内关闭本地化课程可能会受到影响的高等教育水平（ISCED 5至8级）。 入学数据基于联合国教科文组织统计研究所最新数据。
b^ 所有的教育机构都是开放的。

## 学校关闭的后果

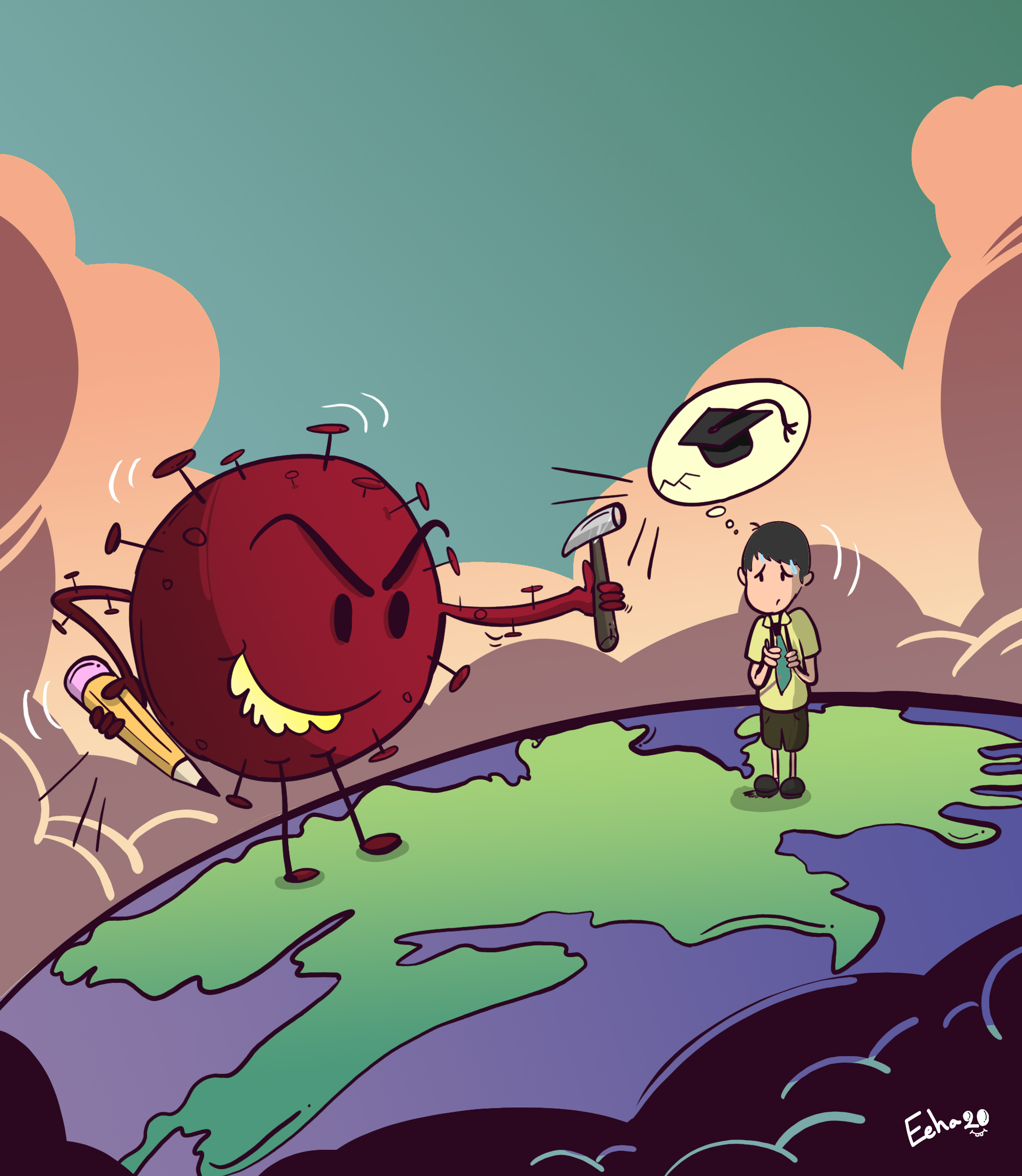
据国际劳工组织和联合国儿童基金会称，COVID-19大流行可能会使发展中国家的数以百万计的儿童沦为童工（2020年6月11日）。

因应对COVID-19大流行而关闭的学校，揭示了许多影响受教育机会的问题，以及更广泛的社会经济问题。截至2020年3月12日，由于政府为了延缓COVID-19的传播而暂时或无限期关闭全国范围的学校，目前有3.7亿儿童及青少年被停课。截至2020年3月29日，全球将近90％的学习者受到停课的影响。根据联合国儿童基金会（UNICEF）的数据，COVID-19大流行已经影响了全球91％以上的学生，并且由于暂时关闭和封锁而无法上体育课的儿童和青少年大约有16亿。
即使暂时关闭学校，也会带来很高的社会和经济成本。他们造成的破坏影响到整个社区的人们，但对处境不利的儿童及其家庭的影响更为严重，包括学习中断，营养不良，育儿问题以及因此给无法工作的家庭带来的经济损失。根据经济合作与发展组织Dell'Ocse（英語：Organization for Economic Cooperation and Development，OECD）的研究，学校的表现在很大程度上取决于与教师保持密切的关系。对于处境不利的学生而言更是如此，他们可能不能从父母那里得到自己学习所需的支持。工作中的父母在学校关闭后因选择照顾孩子而错过工作，在许多情况下会导致工资损失并对生产率产生负面影响。由于父母和官员将孩子们重定向到开放的学校，本地化的停课给学校带来了负担。

### 给卫生保健系统带来意外压力
近70％的卫生保健工作人员为女性，这近使她们面临更大的被感染风险。由于停课导致的育儿义务，他们通常无法正常上班。这使在健康危机期间，许多医疗专业人员不能提供最需要它们的设施。

### 线上授课

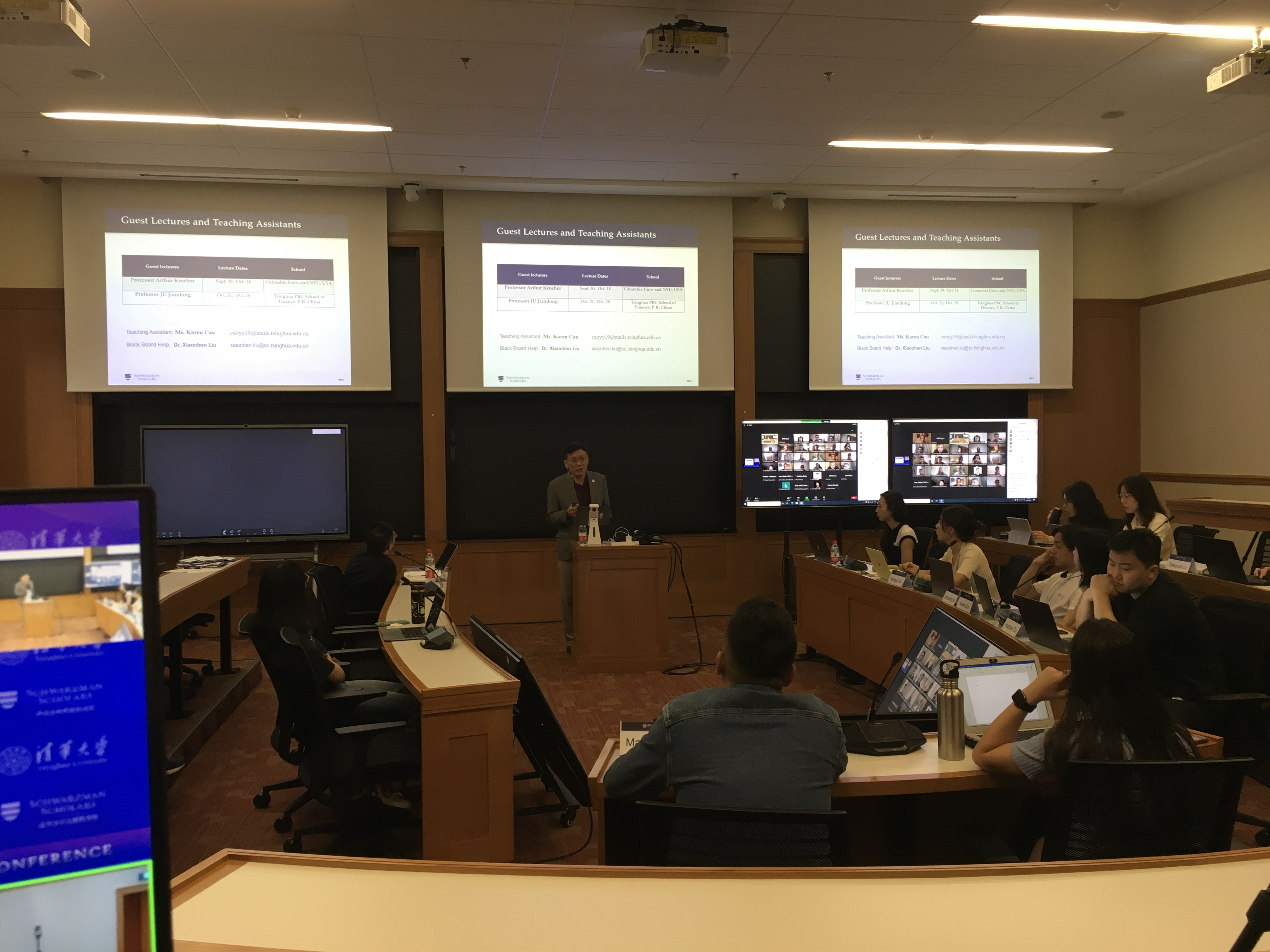
清華大學蘇世民書院採用線上線下融合教學

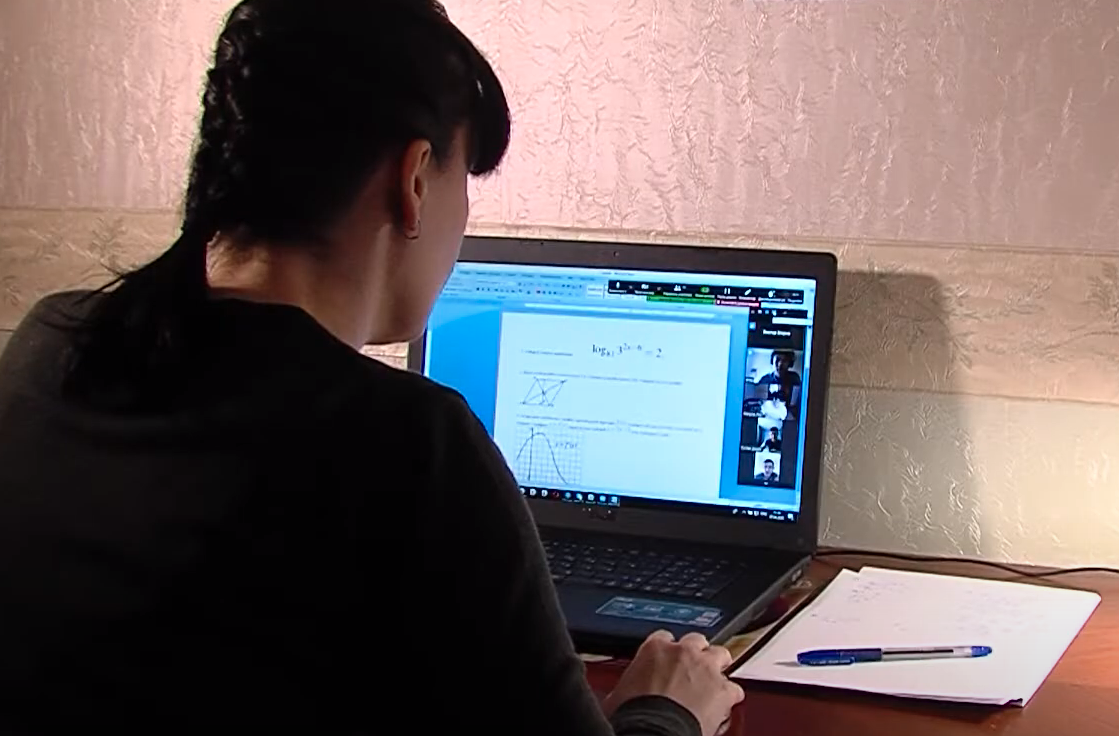
俄罗斯在COVID-19大流行期间的视频会议上的数学距离课程

在线学习已成为教育的重要生命线，因为各机构都在努力使社区传播的可能性降到最低。这种技术可以使教师和学生以跨多种格式和跨时空的方式访问课本以外的专业资料。由于COVID-19大流行，世界各地许多学校开始通过视频电话软件（例如Zoom，Google Classroom或Google Meet）进行远程教学。只要有可能与不得不依靠异步指令相比，实时授课的能力就可以极大地帮助教育工作者应对过渡。

#### 获得的技术不平等
缺乏技术或快速，可靠的互联网访问会阻止农村地区的学生和处境不利的家庭。缺乏技术或良好的互联网连接是继续学习的障碍，特别是对处境不利家庭的学生而言。老师报告说，如果学生在家中可以上网，他们更有可能完成作业。为了应对COVID-19导致的学校停课，教科文组织建议使用远程学习计划以及开放的教育应用程序和平台，学校和教师可以使用这些平台和平台远程接触学习者并限制教育中断。
为了帮助减慢COVID-19的传输速度，数百个图书馆已暂时关闭。在美国，许多主要城市宣布关闭公共图书馆，其中包括洛杉矶，旧金山，西雅图和纽约市，影响了221家图书馆。对于在家中没有互联网的学生，这增加了跟上远程学习的难度。

#### 获得的教育资源不平等
缺乏版权的限制和例外也可能影响学生获取他们需要学习的教科书和材料的能力。采取了一些举措，以使学生和教师可以使用开放式教育资源或了解版权限制。国际开放和远程教育理事会发布了一个特殊网站，以提供网络研讨会，在线教学提示和教师资源。
在新西兰，一群出版商同意允许从图书馆和教室对其材料进行虚拟公开阅读。在澳大利亚也达成了类似的协议，澳大利亚出版商协会，澳大利亚图书馆和信息协会以及澳大利亚作家协会就一系列例外措施达成了一致，以允许图书馆提供教育内容。澳大利亚组织AMCOS同意向澳大利亚所有学校免费提供其所有音乐作品的许可。
荷兰的一个宣传组织启动了一个网站，允许教师在课堂上使用免费许可的音乐和视频。
由500多个民间社会组织和个人组成的联盟向世界知识产权组织主任弗朗西斯·加里（Francis Gurry）致信，除其他事项外，询问了在大流行期间对版权的一系列特殊限制和例外。
一些组织也在努力向老师解释如何浏览复杂的版权方案。澳大利亚国家版权局是负责澳大利亚学校和技术与继续教育学院的版权政策和管理的专业版权团队。它发布了一系列建议，以在进行远程学习时遵循版权问题，并提出了一系列使用开放许可内容的建议，这些内容专门针对 给支持学生的父母。波兰的Cyfrowe中心正在进行公开呼吁，以支持领先于开放教育领域的教师和教育工作者的工作。美利坚大学信息正义与知识产权计划正在为不同的教育者举办一系列网络研讨会，以指导他们在进行在线教学时解决版权问题，以及如何解决合理使用的最佳做法。

### 育儿
停课对父母和监护人施加压力，使他们在孩子失学时提供托儿服务并管理远程学习。在没有其他选择的情况下，有工作的父母常常在学校关闭时独自留住孩子，这可能导致冒险行为，包括同伴压力和药物滥用的影响增加。
截至4月初，在美国，超过一半的现有托儿服务计划至少已暂时关闭，并且没有为任何儿童提供服务。

### 劳动力中的女性
在学校停课和在线学习期间，许多在职母亲退出了劳动力队伍，以照顾自己的孩子。在实行非全日制上学或完全虚拟学习的地方，在职父母通常可以选择安排托儿服务或在子女不在学校的日子里停止工作。 但是，由于大流行期间对托儿服务的需求增加和日托中心的关闭，托儿服务通常很难找到或负担不起，因此对于许多父母来说，托儿服务不是一个可行的选择。
由于难以从雇主那里获得住宿和灵活性以允许他们照顾孩子，自大流行开始以来，美国的妇女，特别是黑人和拉丁裔妇女，失去了不成比例的工作份额。这些包括无法实现生产力目标的妇女的强迫减员，以及在管理有偿和无偿责任方面承受太大压力的妇女的自愿辞职。在许多情况下，劳动力中的妇女无力负担私人托儿所的费用，因此她们必须休假或辞职。2021年春季的一项学术研究表明，在美国各州，主要是提供远程教育州，许多母亲离开了劳动力市场。在2020年2月至2021年之间，美国有超过230万妇女离开了劳动力大军。 在2021年1月，只有57％的美国妇女加入了劳动力队伍，这是33年来的最低水平。
圣路易斯华盛顿大学的一项研究发现，从2020年2月至2020年4月，母亲的带薪工作时间比父亲减少了四到五倍，这使工作时间的性别差距最多增加了50％。该研究的作者认为，这种差距可能导致成群的妇女离开劳动力市场，并大量裁员。密歇根大学的经济学家贝西·史蒂文森（Betsey Stevenson）警告说，在大流行期间，妇女从劳动力大军中流亡可能会对妇女的劳动力市场产生长期影响。由于工作时间是造成性别工资差距的主要原因，并且失业时间会对未来的收入和工作流动性产生不利影响，因此专家警告说，由大流行引起的减少可以使妇女的地位提前几十年。

### 营养与粮食不安全
营养对于儿童的认知发展和学业成绩起着至关重要的作用。世界各地的许多儿童在学校依靠免费或打折的饭菜。当学校关闭时，在提供食物的学校里儿童的营养尤其受到损害。
在美国，学校午餐计划是仅次于美国补充营养协助计划的第二大反饥饿计划。每年，将近3000万儿童依靠学校提供免费或低成本的餐食，包括早餐，午餐，小吃甚至晚餐。在华盛顿州，约有45％的州有110万名传统公立和特许学校就读学生有资格获得补贴的学校伙食。 由于学校停课，至少有52万学生及其家庭可能受到粮食不安全的影响。在亚拉巴马州，截至2020年3月18日，全州范围内的学校停课已经影响了720,000多名学生，州监督员宣布，受贫困影响最大的学校员工将建立膳食分配网络，为依赖学校午餐的学生提供食物。
许多低收入家庭有资格参加由联邦政府资助并由州政府资助的学校午餐计划。由于我们社会的这种需求，要求学校在COVID-19危机中保持开放，以便为有资格获得免费或减价餐的儿童提供餐食。学校变得很有创造力，他们每周发送一次调查，以覆盖需要免费午餐或减价午餐的每个学生。
英国足球运动员马库斯·拉什福德（Marcus Rashford）敦促政府在八月的暑假期间延长免费学校用餐时间。它最初以61票被选出。 但是，在掉头时，鲍里斯·约翰逊（Boris Johnson）的政府对其进行了更改，并同意继续付款。马库斯·拉什福德（Marcus Rashford）因他的努力而获得了大英帝国勋章。

### 学生学习成果
停课对学生的学习成绩产生负面影响学校教育提供必要的学习，而当学校关闭时，儿童和青年被剥夺了增长和发展的机会。对于弱势的学习者来说，劣势是不成比例的，他们往往在学校以外获得较少的教育机会。当学校关闭时，通常会要求父母在家里促进孩子学习，并且可能很难完成这项任务。 对于教育和资源有限的父母尤其如此。
在停课期间，学生的识字速度比平常的学年慢。据估计，与主动上学相比，在美国停学期间，美国幼儿园儿童的阅读能力提高速度下降了66％。
由于要确保所有学生在停课结束后都能重返校园，因此面临停课的影响，学生的辍学率往往会增加。持久的关闭尤其如此。弱势群体，处于危险中或无家可归的孩子更有可能在停课结束后不再重返学校，而这种机会往往会因失去机会而终生不利。
学校还是社会活动和人类互动的枢纽。当学校关闭时，许多儿童和年轻人错过了对学习和发展必不可少的社会联系。因此，随着每个教育水平的提高，教师对学生应对的看法大大降低，大学教师发现他们的学生要比小学教师更好地处理这种情况。

### 无法采用缓解策略
在夏季，已经研究了学校关闭对学业成绩的影响。在大流行期间，许多预防学业低迷的策略（例如上暑期学校，参观图书馆和/或参加基于知识的夏季知识丰富的活动）都是不可用的。每天读书给孩子看，在家中可以使用的选项，使丢失率降低了42％。

### 特殊教育服务
联邦立法法案目前并未解决学校停课和依赖远程学习的潜在影响。特殊教育学生可能是COVID-19受影响最大的群体之一。教育工作者继续专注于实施策略，以虚拟，混合和个人的方式提供服务和住宿。但是，目前尚无关于他们受到的影响有多严重，其地位将如何影响他们的等级以及是否会影响他们的未来的信息，以及这将如何影响他们的未来。

### 停课对COVID-19病例和死亡率的影响
在多项研究中已经研究了停课对COVID-19病例和死亡率的影响。
在一项专门针对美国学校停课的研究中，在为期六周的研究期内，学校停课减少了137万例COVID-19病例，减少了40,600例死于COVID-19的病例。但是，两项研究从幼儿园重开至12年级的学校的国际研究发现，这些学校的重新开放与COVID-19的传播之间没有一致的关系，而美国的另一项研究表明，继续从事幼儿园的保育人员没有增加去工作风险。其他针对多项政策变化的研究表明，与停课相关的变化较小。

## 对正规教育的影响
与非正规教育或非正规教育相对，正规教育往往是指学校，学院，大学和培训机构。世界银行1974年的一份报告将正规教育定义如下：
正规教育：从小学到大学运行的，层次结构化，按时间顺序分级的“教育系统”，除一般学术研究外，还包括各种专门课程和机构，用于全日制技术和专业培训。
收集的有关受COVID-19影响的学生和学习者人数的大多数数据是基于关闭正规教育系统而计算出的。联合国教科文组织统计研究所提供了受COVID-19影响的学生的数字，对应于学前，小学，初中和高中以上教育的学生人数（《国际教育标准分类法》等级0至3），以及 高等教育水平（《国际教育标准分类法》第5至8级）。平均而言，K-小学的教师在过渡过程中的应对能力要比高中教育者和大学教员要差。

### 早期儿童教育
更多参考：学前教育（Early childhood education （页面存档备份，存于））

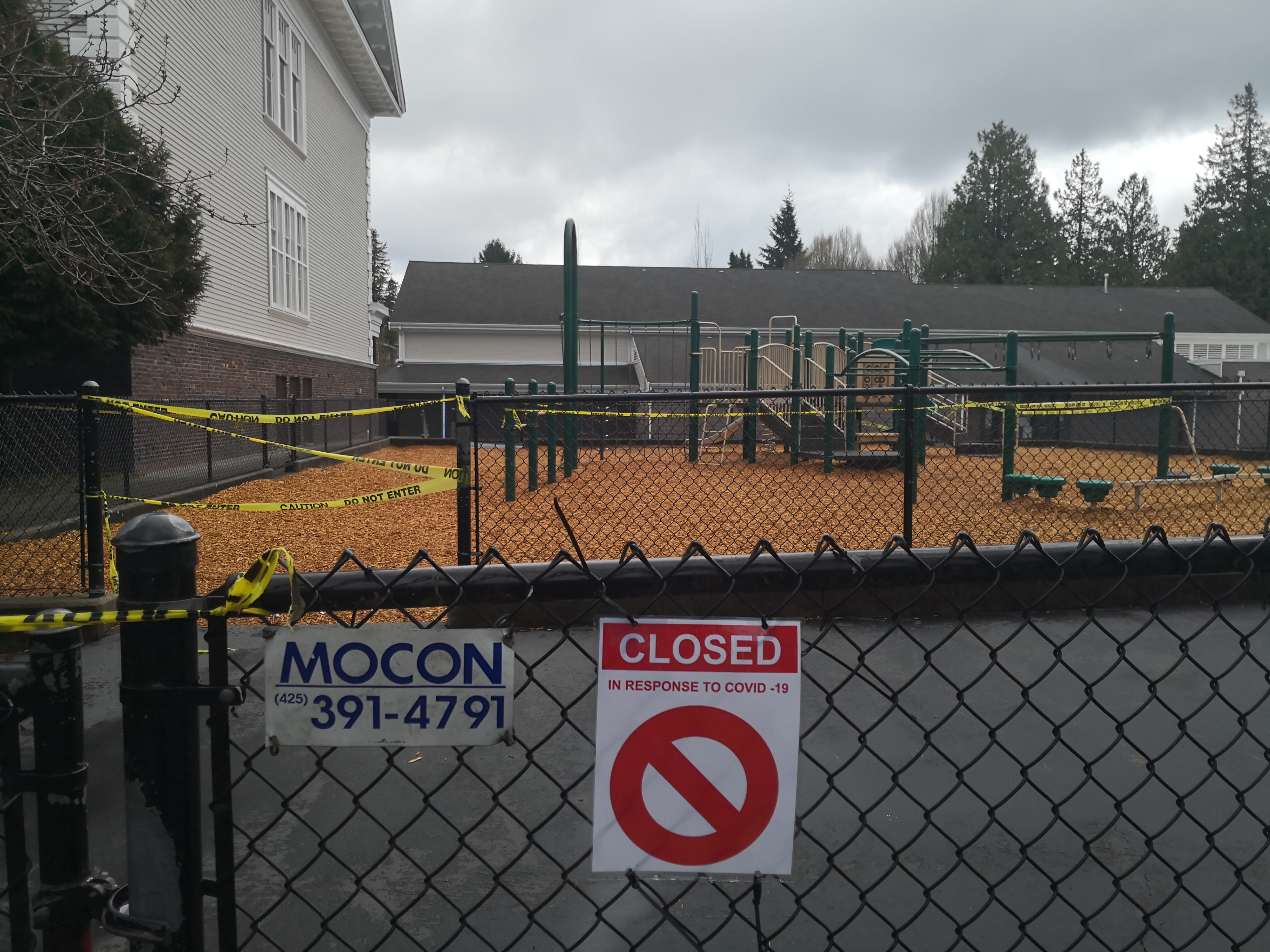
由于COVID—19的发生，3月25日，西雅图一所小学的操场被关闭。

幼儿教育计划通常是针对3岁以下的孩子设计的，可能包括学前班，托儿所，幼儿园和某些日托儿童照顾。尽管由于COVID-19，世界各地许多中小学都关闭了，但影响幼儿教育计划的措施却有所不同。在某些国家和地区，例如在澳大利亚，学前班和日托被认为是必要的服务，并未与普通的学校关闭措施相结合地关闭。
在美国，华盛顿州儿童，青少年和家庭部鼓励儿童保育和早期学习中心保持开放。一些学区可能会提供替代性的托儿服务，将急救人员和医护人员的孩子放在优先位置。马里兰州州长规定，特殊的儿童保育服务将继续为急救人员的孩子开放，而华盛顿州和加利福尼亚州则将其留给护理人员自行决定。加利福尼亚州州长加文·纽瑟姆（Gavin Newsom）解释了该州的立场，他说：“我们需要运营我们的托儿所和日托中心，以吸收这些停课所带来的影响。”科罗拉多州鼓励开发“工具包”，以供父母在家中使用，以模仿孩子在其早期学习计划中将获得的教训。
在日本首相安倍晋三，2020年4月8日前本国所有学校全部封校，但儿童日托设施被排除在外。3月初，五名与神户学龄前儿童护理中心相关的成年人的冠状病毒检测结果呈阳性。在该机构对一百多名儿童进行测试后，发现一名学龄前儿童正在携带该病毒。

### 小学
小学或基础教育通常由前四年到七年的正规教育组成。幼儿园是孩子们第一次参加正规教育。根据对春季学期与暑假期间学龄前儿童纵向识字数据的比较，一项研究预测，在缺课的情况下，COVID-19停课会使幼儿园儿童的识字能力提高速度减慢66％ 减轻替代教育策略的影响。该研究估计，假设2020年3月16日至2020年3月16日至9月1日停课（并考虑到那时通常仍会进行的暑假），则从2020年1月1日至9月1日为期8个月 与没有关闭学校的情况相比，幼儿园的儿童平均识字能力要低31％。

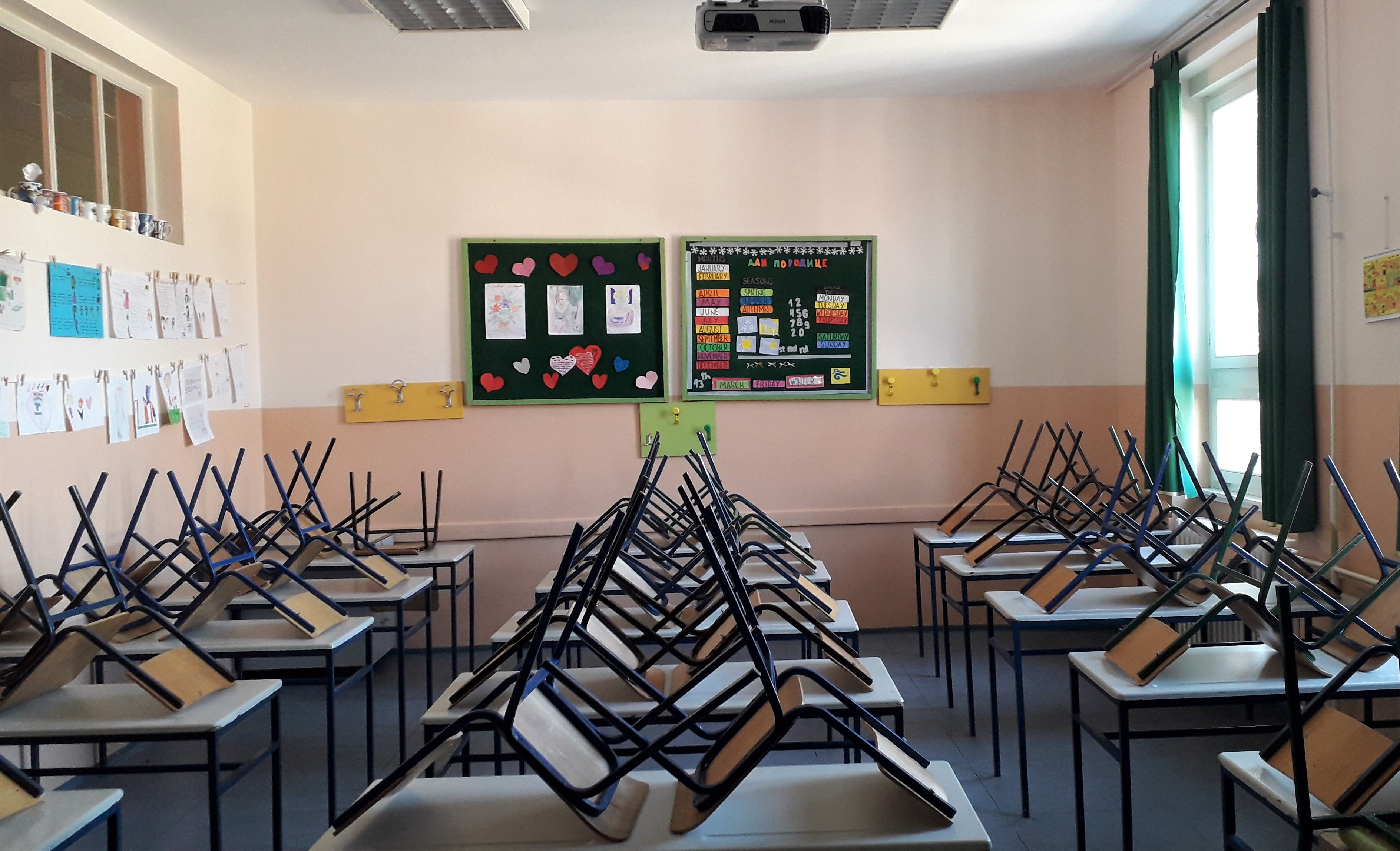
塞尔维亚基金达一间由于COVID-19而封闭的小学空教室

### 中学
在大多数国家，中学教育是连续的教育阶段，负责青年的青春期发展，这是他们身体，心理和情感成长的最快阶段。但是，据许多研究人员称，中学教育的学生已经失去了在中学环境中蓬勃发展所需的结构。取而代之的是，学生在自给自足中挣扎，并且由于在家中和网上的干扰而有落后的风险。最近的一项调查还显示了中学生的社会情感幸福感，理由是该流行病使80％的学生对其心理健康产生了负面影响。20％的人说他们的心理健康在大大恶化。疾病控制中心（CDC）建议学生应有充足的休息，规律的运动以及均衡饮食，以帮助应对疫情的精神压力。
在美国，在中学教育快要结束时进行的大学入学标准考试（例如SAT和ACT）已经适应于以较低的能力进行亲自考试，并遵守预防措施。还探讨了在线监查，作为使考试更容易获得的一种方法。在线版的托福（TOEFL）考试现在可供学生在家中参加。另外，许多大学已经不再要求对招生进行标准化考试，或将要求设为可选。

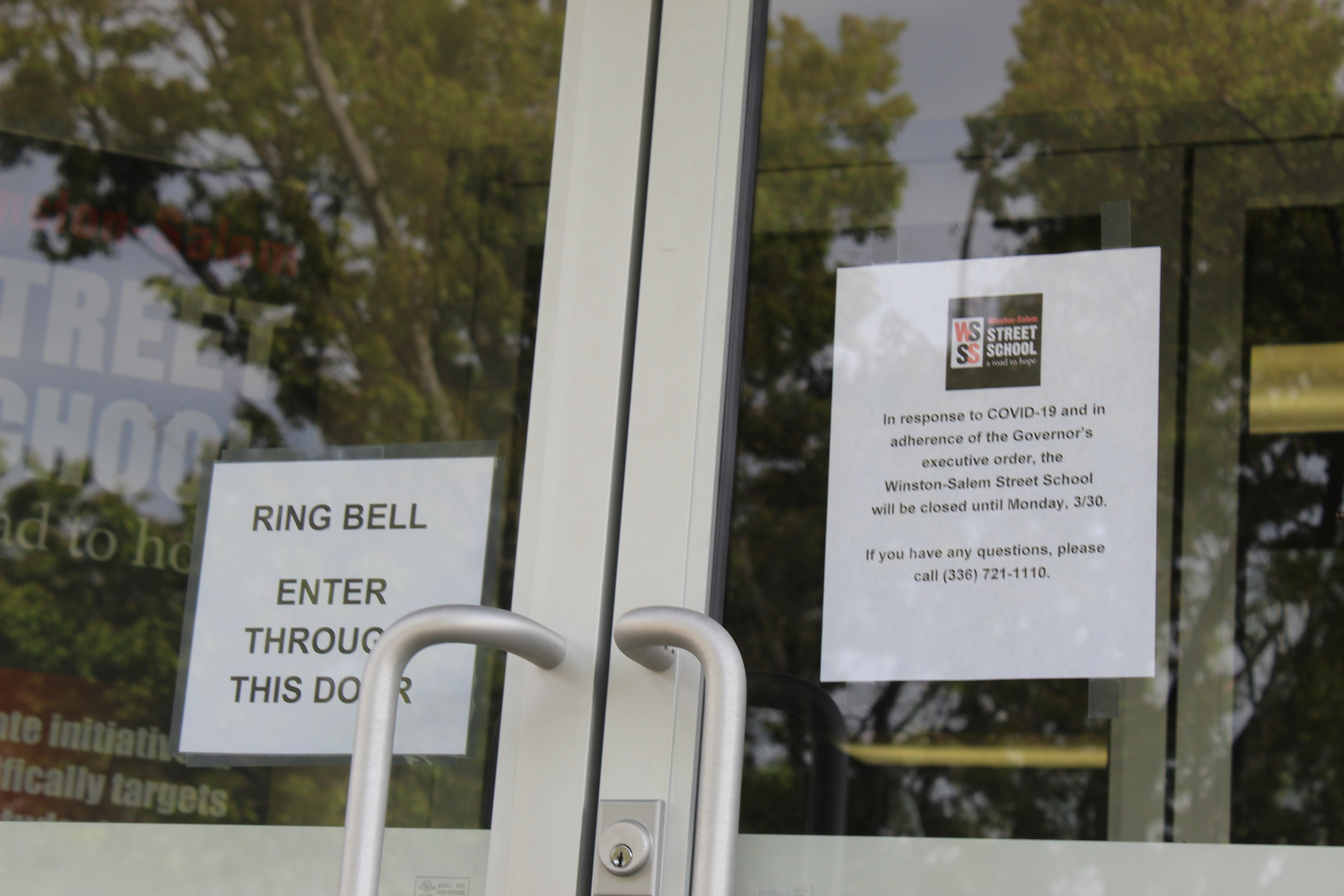
一所因冠状病毒而封校的公告牌

国际文凭组织（IBO）取消了其计划于2020年4月30日至5月22日期间举行的国际文凭大学预科课程和与职业相关计划的候选人的考试，据报导，该课程影响了全球200,000多名学生。IBO表示将根据“他们的课程”和“该计划中已经建立的既定评估专业知识，严谨性和质量控制”向候选人授予其文凭或证书。美国大学理事会已开始在2020-2021学年为高级入学考试提供面试和在线测试。

### 美国的私立学校
美国爆发COVID-19的后果之一是私立学校入学人数增加。由于父母需要在家中工作，因此许多寻求私立学校教学的父母需要一个送孩子的地方。尽管私立学校的费用很高，但父母发现学费是值得的。
迁移到私立学校的意外后果是，负担得起私立学校学费的家庭与不能负担私立学校的家庭之间的不平等差距不断扩大。这些家庭通常在虚拟学习环境中在家中带孩子。宽带连接不良以及由于英语水平不足或工作冲突导致父母无法适当支持孩子的学习等问题，将使某些学生在学业上落后。

### 肯尼亚的中小学
一项关于“教师和家长准备在肯尼亚发生covid-19大流行期间支持虚拟学习的准备”的研究表明，大多数父母和教师并不准备支持虚拟学习。此问题影响到所有学校：公立8-4-4学校，私立8-4-4学校，国际学校和该国的私立学校。这表明在COVID-19爆发期间，肯尼亚学校的虚拟教育支持系统薄弱，影响了虚拟学习的交付。

### 等级通缩
然而，在2020年7月6日发布成绩后，IBO在全球范围内对学生的最终成绩的计算方法以及他们的“成绩查询”（EUR）策略提出了严厉的批评。因此，许多学生的成绩不仅比他们的老师预期的要低得多，而且错过了他们申请的每所大学的入学要求，影响了153个国家的大约170,000名学生。结果，在网上创建了成千上万个签名的请愿书，其中带有“ IBSCANDAL”的标签变得很流行，学校和人们对这家教育公司失去了信心，并正在考虑中等教育的其他替代方案，并且正在提出教育改革的建议 学生将来会偏离参加大量考试的机会。

### 大专（及以上）
更多参考：高等教育中的在线学习（Online learning in higher education） （页面存档备份，存于）
高等教育，也称为高等教育，是指中学或高中毕业后的非义务教育程度。高等教育通常被认为包括本科和研究生教育，以及职业教育和培训。完成高等教育的个人通常会获得毕业证书，专业文凭或学位。

#### 本科教育

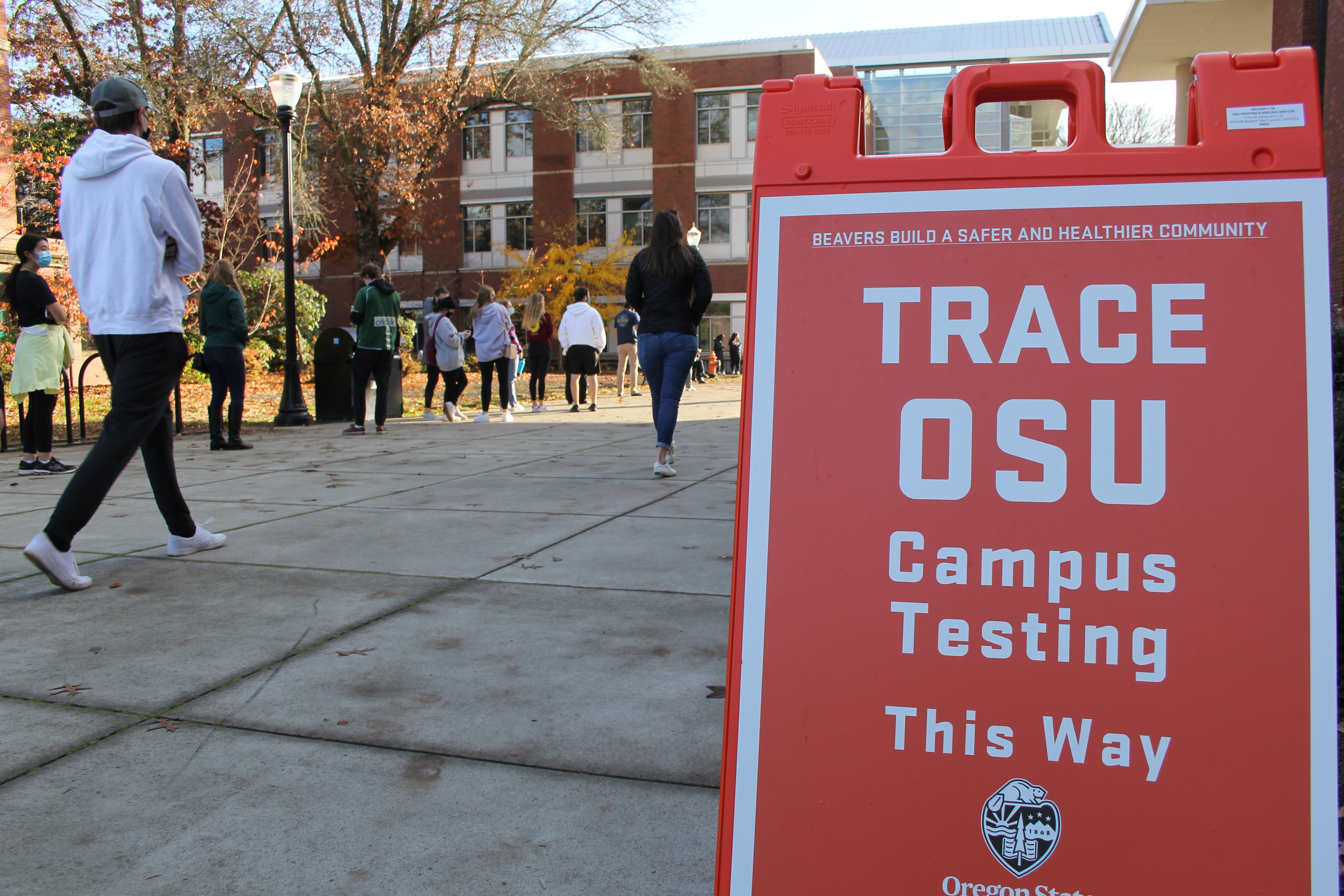
在俄勒冈州立大学签名，将学生带到测试现场

本科教育是指在中等教育之后且在研究生教育之前进行的教育，为此，学习者通常会获得学士学位。在美国等国家/地区，在学院、大学和社区学院就读高等教育课程的学生通常被称为“大学生”。
高校的关闭对学生，教职员工，管理人员和机构本身具有广泛的个人，组织和学与教影响。2020年的快速适应初期包含对COVID-19的三项主要应对措施：最小的法律响应，延迟的学习期开始和快速的课程数字化。关于如何处理这种情况的思考，导致了可选的在线学习或亲自学习，这取决于大学宣称是强制性的。
由于疫情，预计将有数百万学生将本科学习的开学时间推迟到下一年。由于可用地点的短缺，这不仅会对未来的大学录取过程产生负面影响，而且由于预计在2020/2021学年在大学学习的学生人数，全球大学预计将损失数十亿美元。
美国各地的大学已被要求向学生退还学费和食宿费用。
尽管在大流行期间向学生提供了60亿美元的紧急救济，但教育部长贝琪·德沃斯于2020年4月21日决定，仅向也已经有资格获得联邦财政援助的学生提供这笔款项。这项规定将排除成千上万没有证件的学生，这些学生参加了政府的“童年入境者暂缓遣返手续”（DACA或“梦想家”），无法获得紧急救助资金。
除了大学损失大量收入外，由于COVID-19，本科生本身也丧失了大量的命令式教育。由于所有学生都缺乏正规教育，因此学习似乎更难被管理。在COVID-19大流行之前，大学生将进行面对面的上课，面对面的上班时间和面对面的课外活动。但是，流行病创造了一种氛围，让那些对自己未来的职业有想法的学生正在学习屏幕后面的基本信息。这些变化使得专注于围绕所选专业的学生开设的班级变得非常困难，因为他们没有充分体验到他们所热衷的东西。其结果是对特定学科失去了热情，无法专注于关键信息，并破坏了整个学术的诚信。

#### 对当地经济的影响
在美利坚合众国，学院和大学是“微型城市”，为城市、州和地区带来可观的收入。例如，普林斯顿大学在2017年估计，该大学每年为新泽西州经济贡献15.8亿美元，而学生在校外的支出约为6000万美元。高校关闭对经济产生多米诺骨牌效应带的影响很大。
哈佛肯尼迪政府学院的琳达·比尔姆斯（Linda Bilmes）3月份指出：“本地酒店，饭店，咖啡馆，商店，汽车租赁公司和其他本地企业在毕业周和大学聚会中获得了很大一部分年收入...如果当时大学关闭，这些社区将遭受很大的经济损失。”
依赖大学生支持当地经济并为当地企业提供劳动力的小城镇尤其受到学校停课和学生从校园外流的影响。在伊萨卡 (纽约州)，康奈尔大学的学生在汤普金斯县 (纽约州)每周至少花费400万美元。康奈尔大学决定在春假后过渡到虚拟教学后将学生留在家里，伊萨卡市市长呼吁“立即采取有力的联邦行动–康奈尔大学关闭将给我们带来巨大的经济影响”。

## 推薦的替代品

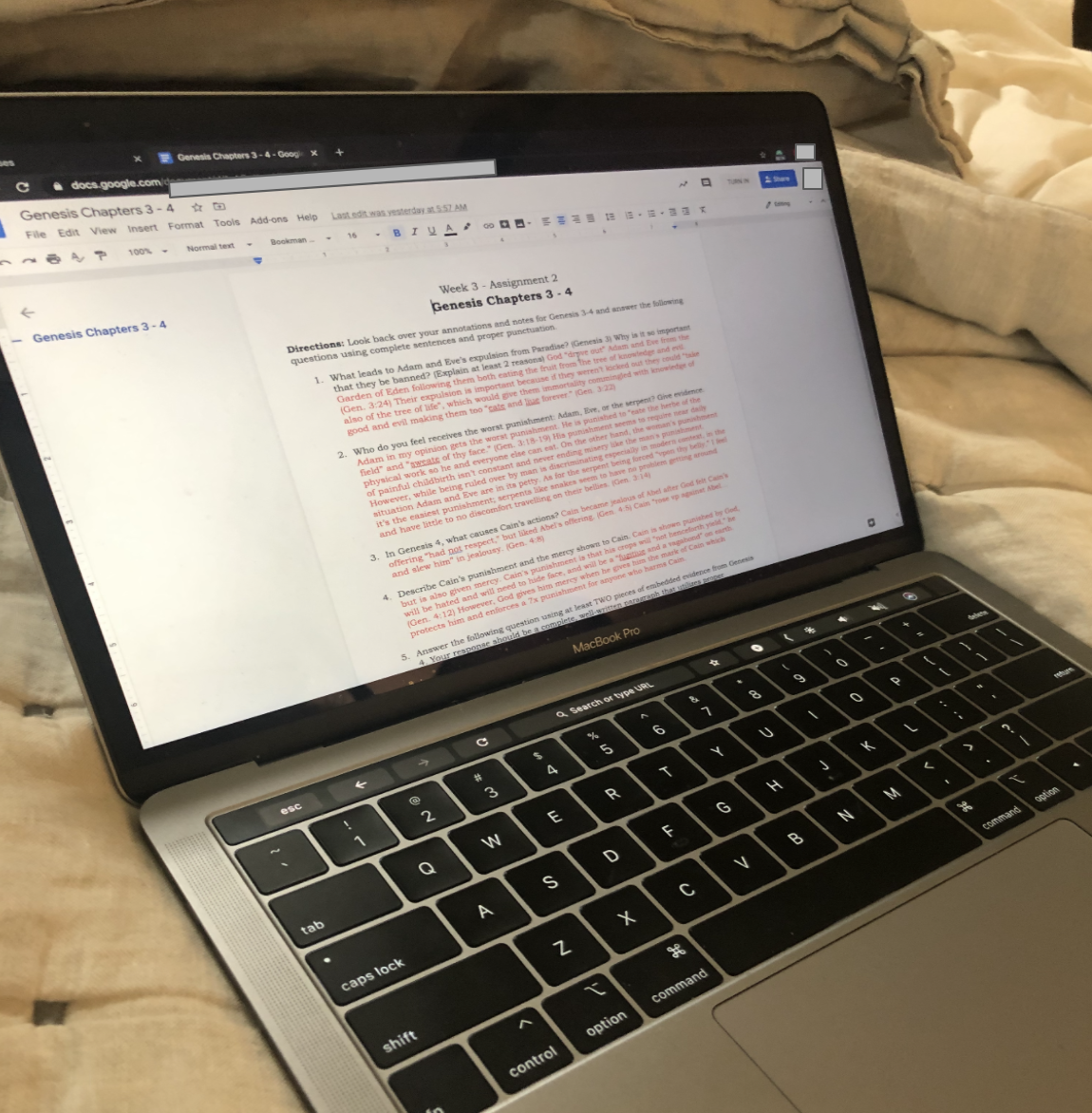
德克萨斯州一所公立学校在COVID-19大流行期间进行数字化分配

|                                       | 我们从未见过如此大规模的教育中断……合作是唯一出路。 |
| ——联合国教科文组织总干事奥德蕾·阿祖莱 |                                                    |

### 教科文組織的建議
在此期間，教科文組織分享了10條建議：
1. 檢查準備情況並選擇最相關的工具： 根據本地電源的可靠性，互聯網連接以及師生的數字技能，決定使用高科技和低技術解決方案。這可能包括集成的數字學習平台，視頻課程，MOOC，以及通過廣播和電視廣播。
2. 確保納入遠程學習計劃： 採取措施，以確保包括殘疾人或低收入背景的學生在內的遠程學習計劃，即使只有少數學生可以使用數字設備。考慮暫時將此類設備從計算機實驗室下放到家庭，並通過互聯網連接為它們提供支持。
3. 保護數據隱私和數據安全性： 在將數據或教育資源上傳到網站空間以及與其他組織或個人共享數據或教育資源時，評估數據安全性。確保使用應用程序和平台不會侵犯學生的數據隱私。
4. 在教學之前優先考慮解決社會心理挑戰的解決方案：調動可用的工具將學校，家長，老師和學生彼此聯繫起來。建立社區以確保定期的人際交往，採取社會關懷措施，並解決學生與世隔絕時可能面臨的心理社會挑戰。
5. 計劃遠程學習計劃的學習時間表：組織與利益相關者的討論，以審查可能關閉學校的時間，並確定遠程學習計劃應集中在教授新知識還是增強學生對上課的知識。根據受影響地區的情況，學習水平，學生需求和父母的可用性來計劃時間表。根據學校停課和家庭隔離的狀態，選擇適當的學習方法。避免學習需要面對面交流的方法。
6. 為教師和家長提供有關使用數字工具的支持：如果需要監視和促進，還可以為教師和家長組織簡短的培訓或入職培訓。如果需要提供實時流的課程，則幫助教師準備基本設置，例如使用互聯網數據的解決方案。
7. 融合適當的方法並限制應用程序和平台的數量：融合大多數學生可用的工具或媒體，用於同步交流和課程以及異步學習。通過要求學生和父母下載和測試太多的應用程序或平台，避免讓他們負擔過多。
8. 制定遠程學習規則並監控學生的學習過程：與家長和學生一起制定遠程學習規則。設計形成性的問題，測試或練習，以密切監控學生的學習過程。嘗試使用工具來支持學生反饋的提交，並通過要求父母掃描並發送學生反饋來避免讓父母超負荷
9. 根據學生的自我調節技能來定義遠程學習單元的持續時間：根據學生的自我調節和元認知能力的水平，保持連貫的時機，尤其是直播課程。最好是，小學生的學分不應超過20分鐘，中學生的學分不應超過40分鐘。
10. 創建社區並增強聯繫：創建教師，家長和學校管理人員的社區，以解決孤獨感或無助感，在遇到學習困難時促進經驗分享和關於應對策略的討論。

### 開放教育社區的回應
開放教育社區成員針對COVID-19共享了開放教育資源（Open Educational Resources，OER），包括：
- 学习联邦创建了“打开学习之门”的资源。[171]該項目匯集了政策制定者，學校和大學行政人員，教師，父母和學習者的精選資源清單，這些資源將在關閉教育機構期間協助學生學習。 其中大多數可作為OER獲得。[172]
- 在COVID-19时代，社区贡献的开放式教学资源用于教学，是共同创建的资源电子表格。电子表格上有多个选项卡，提供以下链接：K-12（主要/次要）资源，OER存储库，OER工具包，学生支持，在线教学等。[173]
- OERu在线课程[174]是一种资源，可用于增强设计和开发基于OER的在线学习的能力。OERu提供了两个便利的在线课程，包括免费获得版权和知识共享许可的能力证书。这些课程将为希望使用OERu开源，基于组件的数字学习环境来设计和发布自己的在线课程的参与者提供技能。
- 在线教与学是SkillsCommons和MERLOT的网站，提供免费的在线资源页面以回应COVID-19。此页面可帮助老师和学生准备开始在线教学。[175]
- 亚利桑那大学大学图书馆创建了“转向在线教学的图书馆支持”页面[176]和免费使用的课程材料网络研讨会。[177]
- WirLernenOnline是德国的在线平台，可在小学，中学，高中和职业教育中查找数字课程的学习材料。[178]

## 在线学习平台

### Coursera大型公开在线课程项目
随着学校关闭，对在线教育平台的需求增加了。可在网上教、授的Coursera在大流行期间也显着增长。
- Coursera的收入同比增长59％，这在很大程度上是由疫情大流行引起的数字化学习热潮。[180]
- 2020年的注册用户总数比2019年增长了65％。[180]
- 在大流行期间，Coursera还与70个国家和美国30个州和城市的330多个政府机构合作，作为Coursera劳动力复苏计划的一部分，该计划帮助政府为失业工人提供免费访问数千门有关商业，技术和数据的课程 来自亚马逊和谷歌的公司的科学技能。[180]

## 另見
- 數位落差
- 受2019冠状病毒病疫情影响的事件列表
- 2019冠状病毒病疫情对科学与技术的影响
- 2019冠狀病毒病疫情影響的體育賽事列表
- 2019冠狀病毒病疫情對宗教的影響
- 2019冠狀病毒病疫情對電影業的影響

## 外部連結
- UNESCO - COVID-19 Educational Disruption and Response（页面存档备份，存于）（英文）
- UNESCO - 新冠病毒对教育的影响及应对 （页面存档备份，存于）（中文）